# Токсово (станция)
То́ксово — станция Приозерского направления Октябрьской железной дороги. Находится в посёлке городского типа Токсово, между платформами Кузьмолово и Кавголово. Тип станции — пассажирская, грузовая. Имеет пять путей. Четыре из них электрифицированы с 1958 года в составе участка Пискарёвка — Пери. Между первым и вторым путями расположена островная пассажирская платформа с советским бетонным навесом. Имеется также старый деревянный вокзал с залом ожидания и билетными кассами. В середине 2000-х годов вокзал и платформа были отреставрированы. Южнее станции находится регулируемый железнодорожный переезд со шлагбаумом.
На станции Токсово останавливаются почти все проходящие через неё пригородные поезда, в том числе экспрессы.
Название происходит от одноимённого посёлка.

## Здание вокзала
Здание вокзала было построено в 1916—1917 годах по проекту архитектора Урхо Пяллия и выдержано в стиле «северный модерн». В конструкциях оно являло собой одноэтажный обшитый деревом сруб, установленный на ленточный валунный фундамент; сруб был увенчан небольшой мансардой. Здание вокзала упоминается в нескольких десятках литературных произведений, его посетителями были такие писатели, как Даниил Хармс, Самуил Маршак, Александр Грин, Анна Ахматова и др. 27 декабря 2011 года здание включили в перечень № Окт-94 «О сохранении памятников материальной и духовной культуры Октябрьской железной дороги».
В 2008 году в здании произошел пожар; в ходе ремонтных работ оригинальный фасад облицевали сайдингом, в результате внешний облик здания был искажëн.
В декабре 2019 года горожане подали заявку на включение здания вокзала в список объектов культурного наследия Ленинградской области, однако официального решения не было вынесено даже по истечении установленного срока рассмотрения заявления. Летом 2020-го был одобрен проект строительства нового вокзала, хотя комиссия июня 2020 года не выявила признаков аварийности у исторического здания. Градозащитники выразили протест против сноса вокзала, их поддержал депутат от «Яблока» Борис Вишневский.
26 августа 2020 года зданию было отказано во включении в выявленные объекты культурного наследия, весной 2021-го АО «РЖДСТрой» приступило к подготовке сноса вокзала под видом проведения реконструкции. Градозащитники пытались оспорить решение об отказе через суд, обращая внимание на явные недостатки проекта: так называемая реконструкция фактически предполагает возведение нового каркасно-щитового здания на месте исторического сруба с изменением фасадов.
24 апреля 2021 года здание вокзала было снесено. В августе 2021 года суд признал снос незаконным, апелляция ответчика также была проиграна. Суд также признал незаконным отказ во внесении здания в перечень объектов культурного наследия. Однако, к концу ноября 2022 года на месте исторического вокзала возвели каркасно-щитовое здание. Во время работ нарушалась охранная зона расположенного рядом памятника — водонапорной башни.

## Фотографии

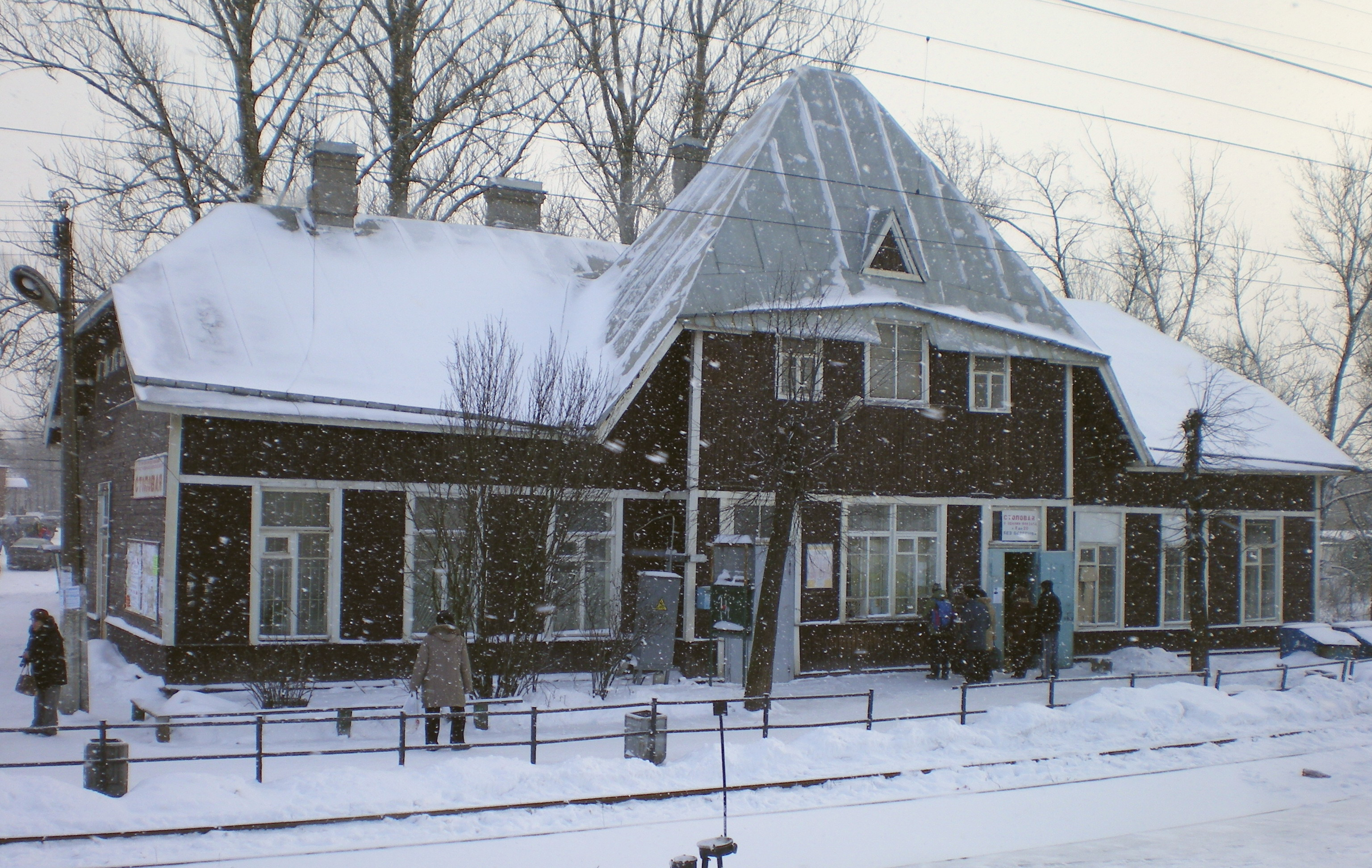
Вокзал станции Токсово
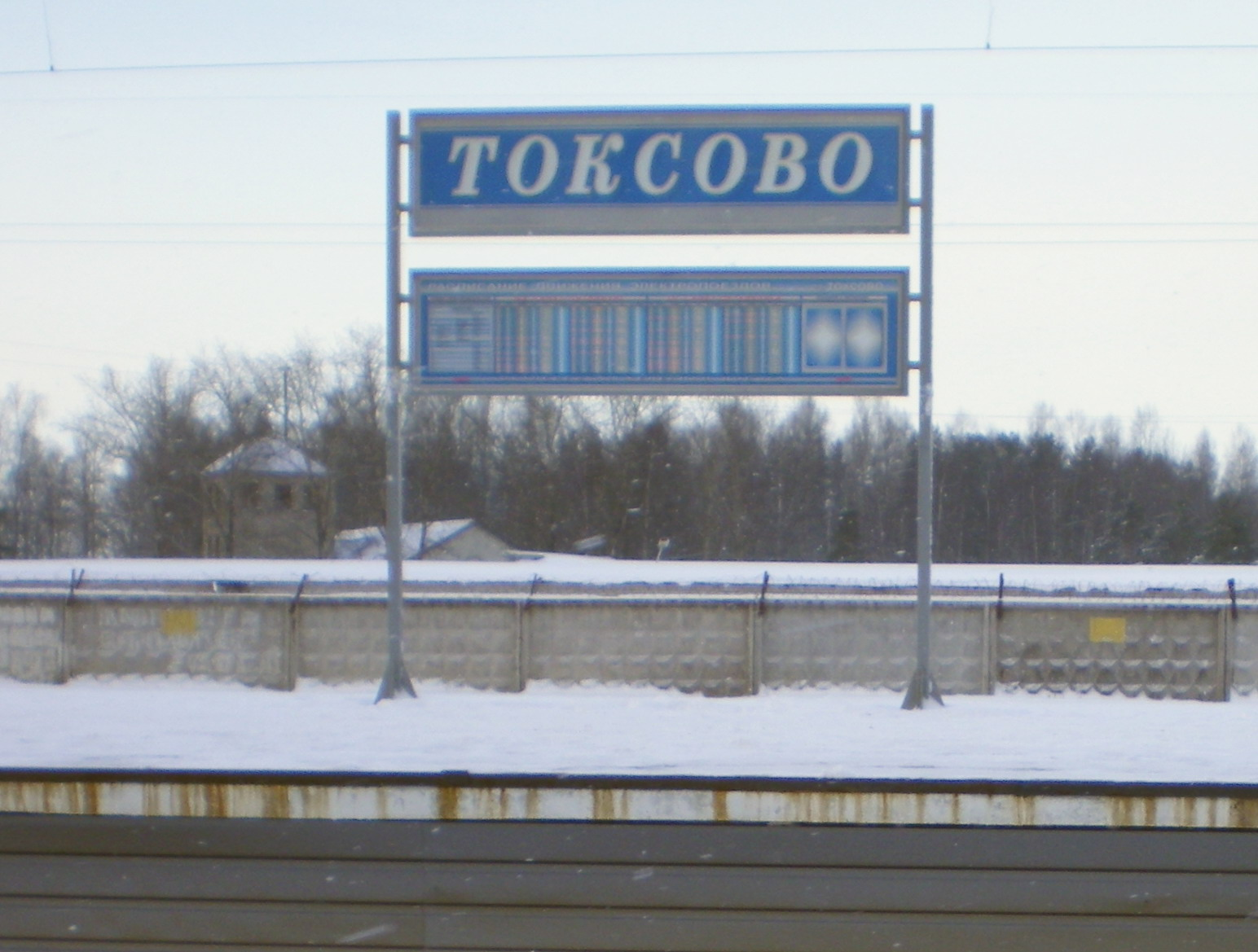
Указатель с названием станции
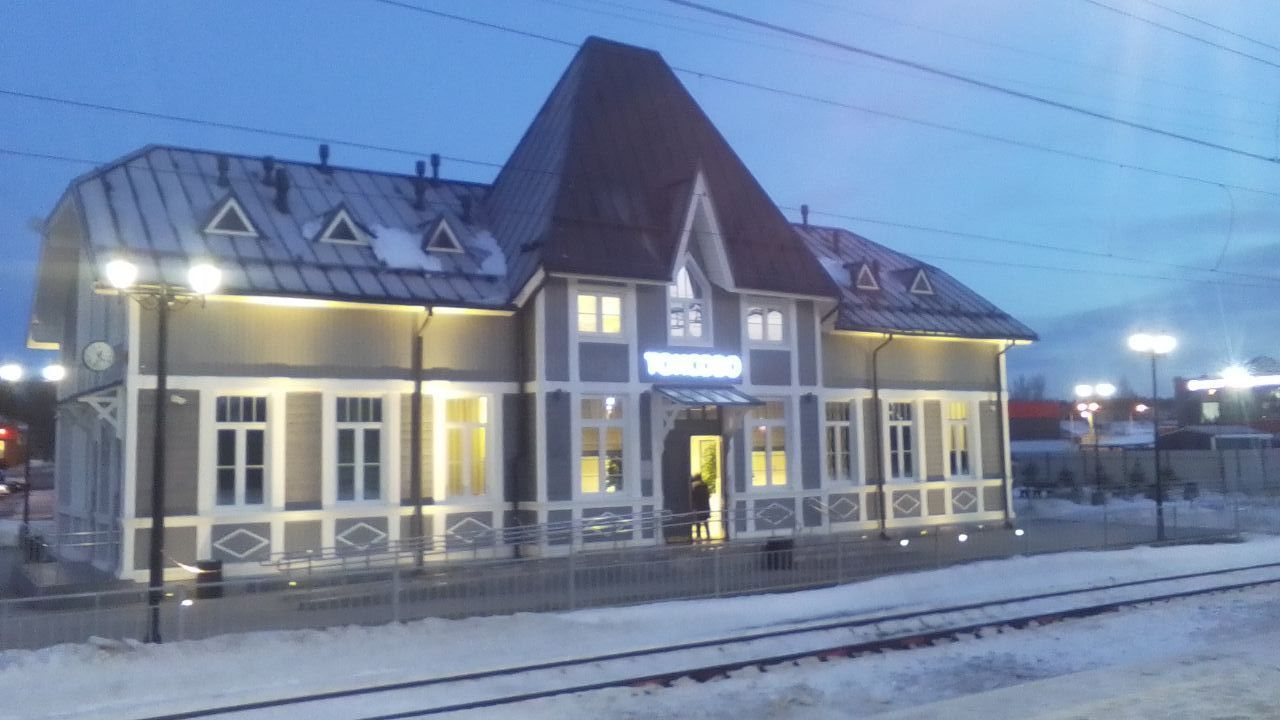
Новый вокзал в Токсово, открытый в конце 2022 года (вид со стороны платформы)
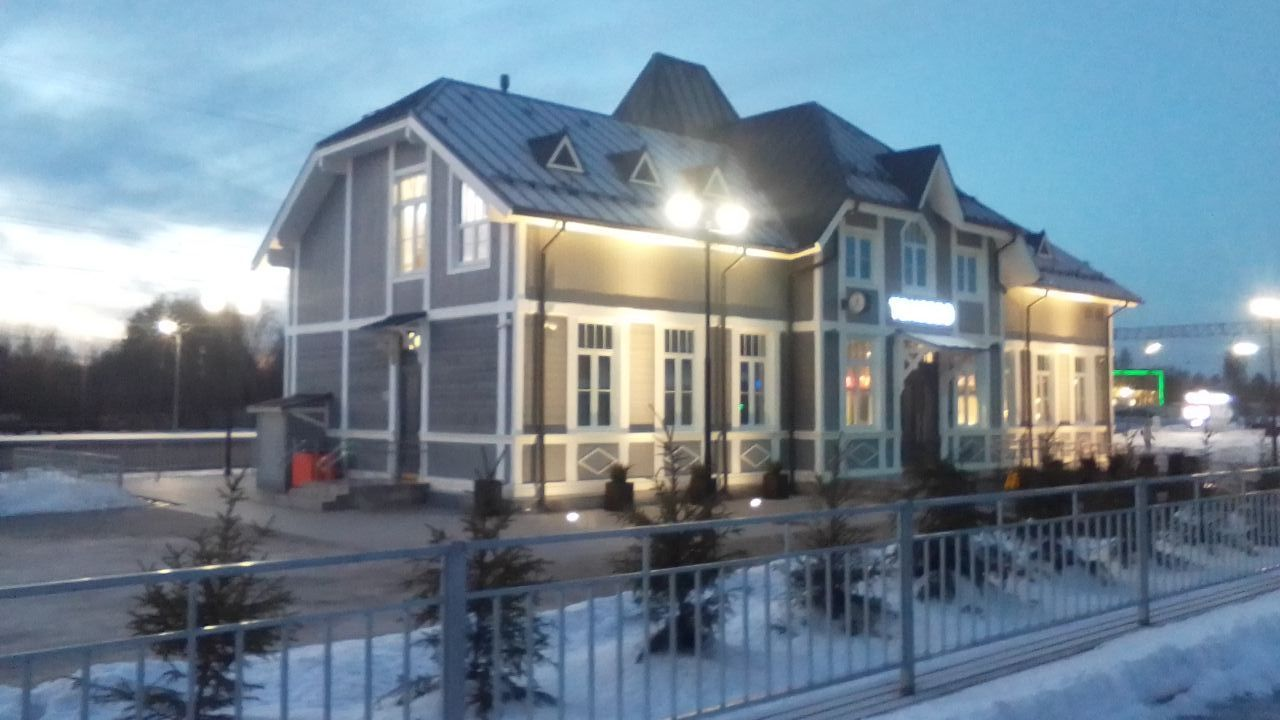
Новый вокзал в Токсово, открытый в конце 2022 года (вид со стороны Железнодорожной улицы)